# Pinguicula ionantha
Pinguicula ionantha är en tätörtsväxtart som beskrevs av R. K. Godfrey. Pinguicula ionantha ingår i släktet tätörter, och familjen tätörtsväxter. Inga underarter finns listade i Catalogue of Life.